# Vulkanikus tél

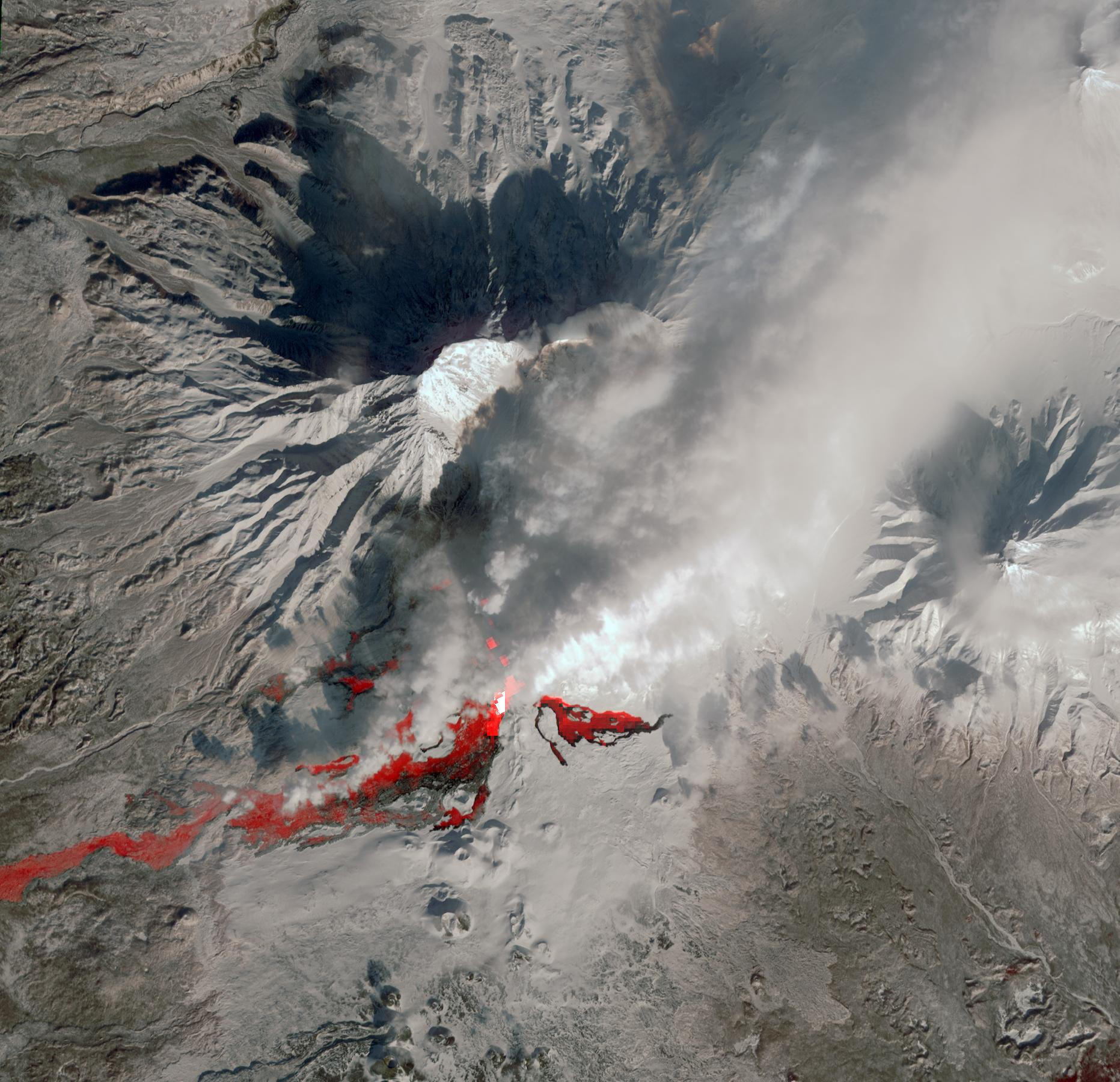
NASA műholdfelvétel egy születő tűzhányóról Kamcsatkán, Oroszországban. 2013

A vulkanikus tél, vagy vulkáni tél egy különösen nagy magmás robbanásos tűzhányókitörés, amikor világméretű lehűlést okoz a légkör felső rétegeibe jutó hatalmas mennyiségű vízgőz, vulkáni hamu, kénsavpermet és egyéb gázok keveréke, melyek sűrű felhője eltakarja a Napot és megnöveli a Föld albedóját (nagyobb lesz a napsugárzás visszaverődése az űrbe), csökken a felszín felmelegedése. A hosszan tartó hűtőhatás elsősorban a sztratoszférába jutó kénes gázok mennyiségétől függ, ahol ezen gázok kémiai folyamatok során kénsavvá alakulnak, összesűrűsödnek és permetet alkotnak. A sztratoszférában tartósan jelenlévő vulkáni kénsavpermet a beérkező napsugarakat visszaveri az űrbe, ezzel hűti a légkört, viszont elnyeli a földfelszíni sugárzást, ami üvegházhatásával felmelegedést okoz. A légköri rétegek jelentősen változó felmelegedése és lehűlése eredményeképpen megváltozik a troposzférában és a sztratoszférában a légkörzés addigi iránya és ereje is, ami időjárás-változást eredményez.

## Történelmi példák

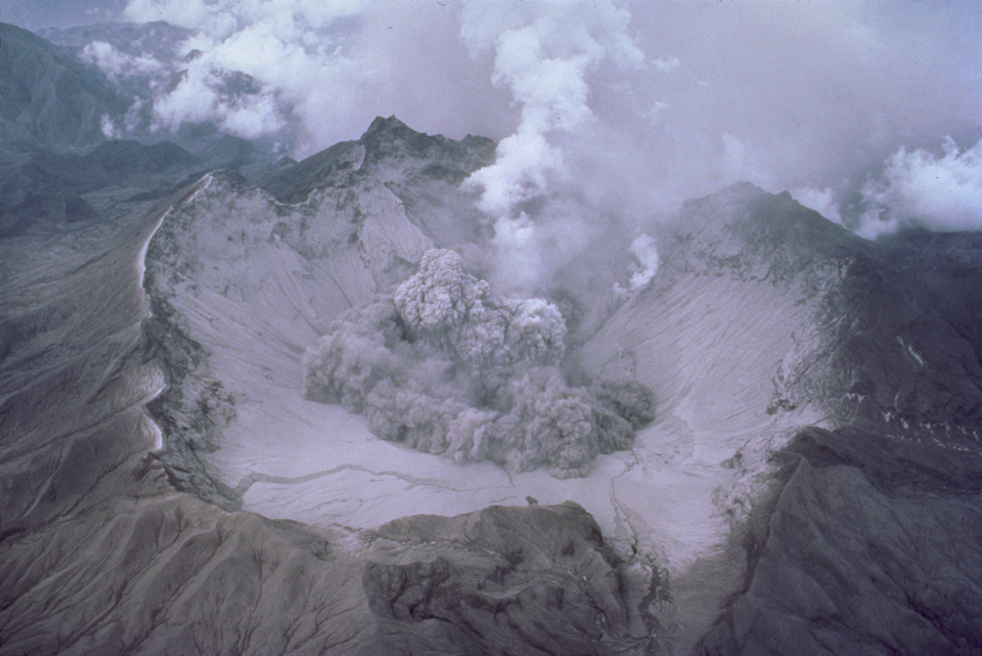
A Pinatubo-kitörés kezdete, 1991

A vulkánkitörések hatásai a közelmúlt teleire, vagy évszakaira a nagy jégkorszakokhoz képest szerényebb méretűek voltak, de az emberiség történelmét jelentősen módosították a tűzhányó pár száz, pár ezer kilométeres közelében, vagy világméretben is a kitörés nagyságától függően.
- A legutóbbi, 1991-es rétegvulkán robbanás a Pinatubo hegyen, a Fülöp-szigeteken, lehűtötte a világ hőmérsékletét kb. 2-3 évre.[3]
- 1883-ban a Krakatau (Krakatoa) robbanása vulkáni télhez hasonló körülményeket okozott. A kitörés utáni négy évben szokatlan hideg évszakok követték egymást, 1887–88 telén a lehűlés erőteljes hóviharokat okozott.[4] Minden addigi feljegyzésnél nagyobb mértékű havazásokat rögzítettek világszerte.
- A Tambora rétegvulkán kitörése Indonéziában 1815-ben nyár közepi fagyokat idézett elő New York államban; júniusban havazott Új-Angliában, Új-Fundlandon és Labradoron; az 1816-os év pedig úgy vált ismertté, mint a Year Without a Summer (Nyár nélküli év)
- A Benjamin Franklin egyik 1783-as feljegyzésében[5] a szokatlanul hűvös nyár miatt az Izlandról érkező vulkanikus port hibáztatta, ahol a Laki tűzhányó 1783-as kitörésekor felszabaduló hatalmas mennyiségű kén-dioxidtól az állatállomány jelentős része kipusztult, a katasztrofális éhínségben az Izlandi lakosság negyede meghalt. Az északi féltekén az átlaghőmérséklet mintegy 1 °C-al esett a Laki kitörését követő évben. Azonban Franklin felvetését az összefüggésről akkor megkérdőjelezték.[6]
- 1600-ban a Huaynaputina tűzhányó tört ki Peruban. Évgyűrű vizsgálatokból kimutatták, hogy 1601-ben egész évben az addigiaknál hidegebb volt világszerte. Oroszországban súlyos aszály és hatalmas éhínség tört ki 1601-ben és 1603-1604-ig tartott. 1600-tól három évig Svájcban, Lettországban és Észtországban rendkívüli hideg tél tombolt. 1601-ben Franciaországban alig szüreteltek szőlőt és azt is későn; Peruban és Németországban a bortermelés megszűnt. Kínában a barackfák későn virágoztak, A Suwa tó Japánban korán befagyott.[7]
- 1452-ben vagy 1453-ban egy katasztrofális kitörés, a tengeralatti Kuwae tűzhányó okozott világszerte időjárási zavarokat.
- Az 1315–17-es nagy éhínség Európában egy vulkánkitörés eredménye lehet,[8] amelyet az új-zélandi Tarawera-hegy tűzhányójának körülbelül öt évvel korábbi kitörése okozhatott.[9]
- Az 535-536-os szélsőséges időjárási események a földön valószínűleg szintén kapcsolódnak egy vulkánkitöréshez. A legújabb feltételezések szerinti magyarázat ezekre a szélsőségekre az El Salvador közepén található Tierra Blanca Joven (TBJ) területen az Ilopango kaldera helyén állt egykori hegy robbanásos kitörése.[10]
- Az egyik legvalószínűbb és kőzetvizsgálatokkal legjobban bizonyított vulkáni tél beállta 71 000–73‑000 évvel ezelőtt az egyik szupervulkán kitörése után következhetett be. Szumátra szigeten, Indonéziában a Toba-tó kalderája helyén állt egykori hatalmas hegy robbant fel. A kitörést követő 6 éven át ülepedett le a legtöbb vulkanikus kén az elmúlt 100 000 évben, melyet a jégmintákból ki tudtak mutatni. Valószínűleg ennek a kitörésnek az oka a jelentős területekre kiterjedő hatalmas erdőpusztulás Délkelet-Ázsiában, valamint az a világméretű lehűtés, amikor az átlaghőmérséklet 1-2 °C-al csökkent.[11] Egyes tudósok azt feltételezik, hogy ez a kitörés fokozta az eljegesedést, felerősített egy éppen folyamatban lévő világméretű jégkorszakot; egyben hatalmas állatpusztulást, fajok eltűnését, valamint kíméletlen emberi népességcsökkenést okozott. Mások azzal érvelnek, hogy ez a kitörés túl gyenge lehetett ahhoz, hogy ilyen időjárási változásokat okozhatott volna, a következményeiben pedig rövid és nem elég erős ahhoz, hogy a korai emberi népességre hatott volna.

Ezek az időjárási változások, amelyek a vulkanikus telet hozták üvegnyakhatást okoztak: az akkori emberi népesség örökítő anyagának változatossága beszűkült, talán a Neandervölgyi ember létszámának jelentős csökkenését, vagy kihalását is okozhatta, illetve más emberi alfajok eltűnését, beolvadását és a mai ember felemelkedéséhez is hozzájárulhatott (lásd a Toba katasztrófa-elmélet). A szuper-kitörések teljes kitörési anyagának a tömegét legalább 1015 kg-ra becsülik (a Toba kitörési tömege 6.9 × 1015 kg körüli lehetett); az ilyen nagy kitörések előfordulási valószínűsége emberi lépték szerint csekély, minden 1 millió évben fordul elő.
A régészek 2013-ban mikroszkopikus réteg üveges vulkáni hamut találtak a Malawi-Tó üledékében, és ezt a hamut a 75 000 éve történt Toba szuper-kitörésből származónak tartják; a hamuréteg közelében azonban nem találtak olyan kövületeket, amit vártak volna egy ilyen súlyos vulkáni tél után. Ez az eredmény arra a következtetésre vezetett egyes régészeket, hogy az emberiség történelmének legnagyobb ismert vulkánkitörése nem változtatta meg jelentősen az éghajlatot Kelet-Afrikában.

## Hatása az életre

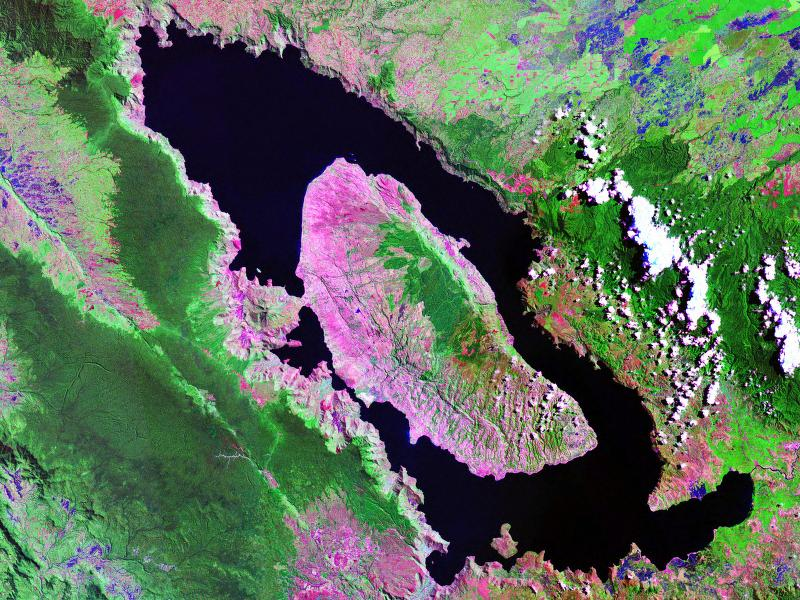
A szupervulkán kalderája a jelenlegi Toba-tó

Egyes kutatók feltételezik, hogy a kitörés következtében kialakuló vulkáni tél az emberi népességben is üvegnyakhatást okozott – egy faj végzetes egyedszámcsökkenését legtöbbször azonnal követi az örökítőanyag változatosságának növekedése a túlélők között (genetikai differenciálódás, hibrid hatás). Az ilyen katasztrofális események olyan mértékben csökkenhetik egy faj egyedszámát, hogy "az elszigetelt genetikai állomány gyors törzsfejlődési változásokhoz, egy új faj kialakulásához vezethetnek". A Toba tűzhányókitörés üvegnyakhatása sok fajnál okozott nagyarányú génállomány beszűkülést, az emberi népesség is szinte a kihalás közeli létszámra csökkent: 15 000 - 40 000 fő köré, vagy még kevesebbre.

## Fordítás
- Ez a szócikk részben vagy egészben  a   Volcanic winter című angol Wikipédia-szócikk ezen változatának fordításán alapul.  Az eredeti cikk szerkesztőit annak laptörténete sorolja fel. Ez a jelzés csupán a megfogalmazás eredetét és a szerzői jogokat jelzi, nem szolgál a cikkben szereplő információk forrásmegjelöléseként.

## További olvasnivaló
- MR Rampino, S Self (1988). „Volcanic winters”. Annual Review of Earth and Planetary Sciences 16, 73–99. o. DOI:10.1146/annurev.ea.16.050188.000445.